# Школа мужності (фільм)
Школа мужності — радянський військовий художній фільм-драма за мотивами повісті Аркадія Гайдара «Школа». Вийшов на екрани 1954 року. Режисери: Володимир Басов, Мстислав Корчагін; автори сценарію: Соломон Розен, Костянтин Семенов.
Дебютний фільм зірки 1950-х років Леоніда Харитонова. В фільмі також знімались: Марк Бернес, Михайло Пуговкін, Ролан Биков, Володимир Басов та інші.

## Сюжет
Провінційний хлопець, що став учасником революційних подій та громадянської війни, вступає в партію більшовиків і потрапляє до табору білих…